# Keoma
Keoma é um filme italiano do gênero Western spaghetti lançado em 1976, dirigido por Enzo G. Castellari.
Keoma, um dos últimos filmes notáveis do seu gênero, é considerado por alguns como um dos melhores spaghetti westerns já feitos, com suas cenas em câmera lenta, tiroteios, um anti-herói e trilha sonora.

## Sinopse
Ao final da Guerra Civil Americana, um pistoleiro mestiço, cansado de fazer da morte um meio de vida, retorna para aquilo que um dia costumava ser seu lar. Seu nome é Keoma. Porém, agora sua cidade natal está totalmente destruída pela peste e sob o comando de um homem chamado Capitão Caldwell. Seus meio-irmãos Butch, Sam e Lenny trabalham para o Capitão e Keoma se vê sozinho contra todos eles. Agora ele está preso no meio de uma batalha selvagem entre inocentes colonos, bandidos sádicos e seus meio-irmãos.

## Elenco
- Franco Nero ...  Keoma
- Woody Strode ...  George
- William Berger ...  William Shannon
- Donald O'Brien ...  Caldwell (como Donald O'Brian)
- Olga Karlatos ...  Lisa
- Giovanni Cianfriglia ... Membro da gangue (como Ken Wood)
- Orso Maria Guerrini ...  Butch Shannon
- Gabriella Giacobbe ...  Bruxa
- Antonio Marsina ...  Lenny
- Joshua Sinclair ...  Sam Shannon (como John Loffredo)
- Leonardo Scavino ...  Doutor (como Leon Lenoir)
- Wolfango Soldati ...  Soldado confederado
- Victoria Zinny...  Brothel Owner[4]